# خدمات فرابر پنانگ
خدمات فرابر پنانگ (انگلیسی: Penang ferry service) قدیمی‌ترین خدمات فرابر در ایالت پنانگ، مالزی است که شهر جرج تاون در جزیره پنانگ و باتروورت در سرزمین اصلی را به هم متصل می‌کند. این ترانزیت عبور از تنگه از سال ۱۸۹۴ به بهره‌برداری رسیده‌است و باعث شده‌است تا به قدیمی‌ترین خدمات فرابر در مالزی تبدیل شود. ناوگان آن شامل شش فرابر است که هر روز مسافران و ماشین‌ها را در دو سوی تنگه پنانگ جابه‌جا می‌کند، هر شناور رو-رو می‌تواند ماشین‌ها را در عرشه پایینی یا روی هر دو عرشه، جا دهد.